# 報道ニッポン
『報道ニッポン』（ほうどうニッポン）は、報道通信社が発行していた月刊誌である。

## 概要
発行元は(株)報道通信社。毎月1日発売で、定価は1575円。発行部数は35000 - 40000部（公称）。
1994年に月刊誌の『VIPJAPAN』として創刊し、1997年に『報道ニッポン』へ改題する。
広告は、同グループ関連企業が数ページあるのみであり、裏表紙にはユニセフの広告が毎月使われ、極端に広告が少ないのが特徴であった。
同誌の内容は、経営者向けの内容となっており、毎号経営者とゲストインタビュアーとの対談記事を主に掲載していた。
対象は全国各地域の中小企業の経営者や開業医、店舗のオーナー等と多岐にわたった。
特徴として、インタビュアーに現役の女優・俳優・タレントを多数起用し、直接インタビューに出向いていた。
なお、掲載に関しては掲載料金がかかっていた。
2012年1月発売号で休刊となったが、同年「リーダーズ・アイ」としてリニューアルした。

## 主なインタビュア
- 村野武範
- 佐藤蛾次郎
- 大沢逸美
- 穂積隆信
- 三原じゅん子
- 具志堅用高
- 竹原慎二